# Поляков (Саратовская область)
 Поляков — хутор в Татищевском районе Саратовской области в составе сельского поселения Сторожевское муниципальное образование.

## География
Находится к югу от близлежащей железнодорожной линии Аткарск-Саратов на расстоянии примерно 10 километров по прямой на восток-юго-восток от районного центра поселка Татищево.

## История
Официальная дата основания 1875 год.

## Население
Постоянное население составляло 4 человека в 2002 году (русские 100 %), 5 в 2010.